# Antonio Francesco Orioli
Antonio Francesco Orioli OFMConv (ur. 10 grudnia 1778 w Bagnacavallo, zm. 20 lutego 1852 w Rzymie) – włoski kardynał.

## Życiorys
W młodości wstąpił do franciszkanów konwentualnych i 6 maja 1793 złożył śluby zakonne. Studiował w Rzymie, gdzie w 1804 uzyskał stopień doktora teologii. Po przyjęciu święceń kapłańskich wykładał w Rzymie (1807-1809) i we Francji (1809-1812). 4 sierpnia 1832 został wikariuszem generalnym swojego zakonu.
15 kwietnia 1833 został wybrany biskupem Orvieto, a 1 maja przyjął sakrę. 12 lutego 1838 został kreowany kardynałem prezbiterem i otrzymał kościół tytularny Santa Maria sopra Minerva. 18 grudnia 1841 zrezygnował z biskupstwa Orvieto. Od 5 maja do 4 czerwca 1848 pełnił rolę sekretarze stanu ad interim. Wcześniej, 2 maja 1847 został prefektem Kongregacji ds. Biskupów i Zakonników, którym pozostał do śmierci.